# Густав Розе
Вижте пояснителната страница за други личности с името Розе.
Густав Розе (Gustav Rose) е германски кристалограф, геолог и минералог, професор в Берлинския университет. Той е известен с работата си, която обхваща всеки клон на минералогията, включително кристалографията и изкуственото образуване на минерали. Според германския минералог Герхард фон Рат, Розе полага основите на науката петрология.

## Семейство
Дядото на Густав – Валентин Розе-старши (1736 – 1771) е аптекар в Берлин, който открива сплавта на Розе. Синът му Валентин Розе-младши (1762 – 1807) също е берлински аптекар и оценител на Ober Collegium Medicum от 1797 г. Именно той през 1800 г. доказва, че диетиловият етер (наричан и серен етер) не съдържа сяра. Густав е най-малкият от четиримата синове, а брат му Хайнрих (1795 – 1864) става изтъкнат химик и е преподавател (1822), хоноруван професор (1823) и професор (1835) по химия в Берлинския университет. Работите му са посветени на неорганичната химия и развитието на аналитичните методи, а резултатите са обобщени в последователните издания на неговата класическа разработка „Пълен наръчник по аналитична химия“ (1829). Той е откривателят на антимоновия пентахлорид и съединенията на ниобия (по онова време наричан колумбий).
Густав Розе е баща на известния хирург Едмунд Розе (1836 – 1914) и на филолога и специалист по библиотечно дело Валентин Розе, директор на Кралската библиотека в Берлин.

## Биография
Густав Розе е роден на 18 март 1798 г. в Берлин и става най-известният член на фамилията. Започва кариерата си като минен инженер, но скоро насочва вниманието си към теоретичните изследвания. След смъртта на бащата през 1807 г., химикът Мартин Хайнрих Клапрот поема образованието на Хайнрих и на по-малкия му брат Густав.
В началото на 1813 г. семейството преживява тежката блокада на град Данциг (Гданск), когато руските войски, в похода си срещу Наполеон, обсаждат града. През 1815 г., по време на последната кампания срещу Наполеон Бонапарт братята Розе се присъединява към пруските сили. На следващата година работи в мина край Тарновске Гури в Силезия, но заболява и се завръща в Берлин. Там започва да учи минералогия при Кристиан Самюел Вайс и през 1820 г. завършва Берлинския университет. През същата година получава докторска степен. Дисертацията му De sphenis atque titanitae systematae crystallino е представена в университета в Кил през декември 1820 г. Това е първата монография за кристална морфология на минерален вид, която е основана на точни измервания с отразяващ гониометър. В нея Розе доказва, че сфенът и титанитът са един и същи минерал. Той е първият в Германия, който използва отразяващия гониометър за измерване на ъглите на кристалите.
Периодът от 1821 до 1823 г. прекарва в лабораторията на Йонс Якоб Берцелиус в Стокхолм, където изучава методите на минералния анализ. Там среща Айлхард Мичерлих, с когото остава приятел през целия си живот. През 1822 г. става уредник на минералната колекция на Университета в Бреслау (Вроцлав). Кариерата му продължава в родния университет, където става последователно преподавател (1823), хоноруван професор (1826) и професор по минералогия (1839). През 1856 г. той наследява от Кристиан Вайс директорския пост в Кралския минералогичен музей в Берлин и остава активен на тези два поста до смъртта си. През юли 1848 г. участва в основаването на Германското геоложко дружество, на което е президент от 1863 г. до края на живота си.
Във връзка с изследванията на минералите и скалите Густав Розе пътува много – посещава Англия, Шотландия, Скандинавския полуостров, Италия и Франция. През 1829 г., заедно с немския натуралист и изследовател Александър фон Хумболт и немския биолог Кристиан Готфрид Еренберг участва в експедиция до планините Урал и Алтай, както и до Каспийско море. Това го отвежда чак до границата на Китай. Розе издава двутомната хроника за пътуването „Reise nach dem Ural“, която включва обширни наблюдения върху геологията, минералогията и минералните ресурси на обиколените региони. Трудът му е широко цитиран в продължение на дълго време и става главният източник на информация по тези въпроси.
През 1850 г., заедно с приятеля се, химика Айлхард Мичерлих, пътува до вулканите на Италия и Липарските острови, а две години по-късно – и до угасналите вулкани в Южна Франция. От 1867 г. той посвещава ваканциите си основно на геоложки изследвания на планинския масив Кърконоше.
От 1825 г. е член на Кралското общество на Единбург, от 1829 г. член-кореспондент на Руската академия на науките в Санкт Петербург. На 23 януари 1832 г. става чуждестранен член на Френската академия на науките. От 1834 г. Розе е член на Кралската пруска академия на науките в Берлин, от 1856 – чуждестранен член на Академията на науките в Гьотинген, от 1860 г. – на Германската академия на природните науки Леополдина, от 1873 – на Баварската академия на науките.
На 16 октомври 1860 г. получава почетна докторска степен по медицина от Берлинския университет. През 1871 г. получава орден Pour le Mérite за наука и изкуства и баварския Максимилианов орден за наука и изкуство.
Густав Розе умира 15 юли 1873 г. в Берлин.

## Научна дейност
Работата му обхваща всеки клон на минералогията, включително кристалографията и изкуственото образуване на минерали. Според някои авторитети, той поставя началото на науката петрологията. Още през 1852 г., 7 години преди Хенри Клифтън Сорби, той представя петдесет тънки участъци от скали на събрание на Геоложкото дружество и така поставя основите на микроскопските петрографски изследвания върху тънки срезове. Преподава метода за изследване на скалите и минералите с помощта на микроскопични разрези. Розе е първият учен в Германия, който използва отразяващия гониометър за измерване на ъглите на кристалите.
Голяма част от работата му е свързана с определени минерали или минерални групи. Открива около 15 нови минерала, които все още са валидни видове. Някои от тях са алтаит, канкринит, хесит, цинкенит и анортит. Открива и минерала перовскит, кръстен в чест на руския минералог Лев Алексевич Перовски. През 1848 г., заедно с Хайнрих Ернст Байрих публикува геоложка карта на Силезия в мащаб 1: 100 000.
Чрез прецизни гониометрични измервания Розе помага на своя приятел Мичерлих да открие химическия изоморфизъм, който самият той обогатява с редица примери. Има сериозни приноси за изследването на метеоритите, кристалографията на крехките и благородните метали и за експерименталната петрология, повтаряйки и разширявайки експериментите на Джеймс Хол върху мрамор.
В областта на минералогията Розе създава кристално-химичната класификация на минералите и провежда изследвания за връзката между формата на кристалите и електрическата поляризация. Това слага край на „естествените класификации“, които до този момент са пречка за напредъка на минералогията, а работата му става модел за по-късни класификации. Изучава връзката между пироелектричеството и термоелектричеството и морфологията на кристалите, има приноси за уточняване на кристалографията на кварца и различни метали, както и за образуването на скалите. Успява да направи правилно разграничение на положителните и отрицателните ромбоедри в кварца и установява кристалния му клас. Една от последните му статии (1871) се занимава с връзките между термоелектричеството и морфологията в пирита.
Освен това той отделя специално внимание на метеоритите и на проблема, който представлява различната структура на каменната материя в тях и в земната кора. Занимава се с изследвания на метеоритите и по-специално на хондрулите в тях, като нарича хондрити минералите, които ги съдържат. Дава имената на хауардитите и еукритите – две от групите на каменните метеорити. Той също така въвежда термините мезосидерит, паласит, хауардит, еукрит, хондрит и шасинит. Едно от основните му постижения е класификацията на метеоритите, направена съвместно с Густав Чермак фон Зейзенег и Аристидес Брезина. Тя става известна като „Класификация на Розе-Чермак-Брезина“.
Непосредствено преди смъртта си Розе се занимава с изследване на образуването на диамантите.

## Преподавателска дейност
Сред най-известните ученици на Густав Розе са Карл Фридрих Рамелсберг, Герхард фон Рат, Паул Хенрих фон Грот, Фердинанд фон Рихтхофен и Кристиан Фридрих Мартин Вебски, който наследява председателския му пост през 1874 г.

## Избрани публикации
Розе публикува около 125 статии, засягащи почти всички аспекти на минералогията, известни по негово време. По-важни негови книги са:
- 1830 – Elemente der Krystallographie (1830)
- 1837 – Mineralogischgeognostische Reise nach dem Ural, dem Altai and dem Kaspische Meere. Второ издание през 1842 г.
- 1852 – Das Krystallo-chemische Mineralsystem
- 1863 – Beschreibung и Eintheilung der Meteoriten

## Памет
На името на Густав Розе е кръстен ярко розовият минерал розелит, описан от френския минералог Арман Леви през 1824 г.